# Samuel Elánius
Samuel Elánius (v orig. Vimes, se všemi tituly Jeho Milost vévoda z Ankhu, velitel sir Samuel Elánius, tabulová služba) je postava velitele ankh-morporské Městské hlídky z knih o Zeměploše anglického spisovatele Terryho Pratchetta. Velitel Elánius je vskutku mužem konfliktů – narozen v chudobě a ženatý s majitelkou největšího bohatství ve městě i v širém okolí, nenávidící aristokracii a jmenován vévodou z Ankhu, cynik idealisticky věřící ve spravedlnost. Jinak poměrně normální člověk.
Jeho rodinný život až do určité doby nestál za mnoho – jeho domovem byla strážnice ankh-morporské Noční hlídky na Pseudopolském náměstí, kam nastoupil jako přibližně dvacetiletý mladík, kterého po nedlouhý čas trénoval Jan Kýla (až do jeho smrti několik dnů po jejich seznámení) a který mu vštípil zásady kterých se po zbytek příběhů držel. V hlídce působil jako kapitán a jeho jedinou přítelkyní byla poloplná láhev whisky. Vše se ale změnilo s příchodem strážníka (technicky trpaslíka) Karotky do města. Se svým nadřízeným, Patricijem Havelockem Vetinarim žije ve stavu jakéhosi ozbrojeného příměří. Oba dva se vzájemně respektují, ale jejich rozhovory končí velmi často hlasitým bouchnutím pěsti do zdi, díky čemuž jedna ze stěn před Patricijovou kanceláří už teď potřebuje novou omítku. Na otázku "Slyšel jsem že vám říkají "Vetinariho teriér"?" odpovídá "Každý jsme něčí pes".
Oženil se s lady Sibylou Berankinovou, potomkem starobylé a velmi bohaté aristokratické rodiny a chovatelkou bahenních dráčků. Po určité době spolu strávené se jim narodil syn Samuel junior. Od té doby pokládá za velmi důležité předčítat svému synkovi pohádku „Kdepak je má kravička?“ každý večer přesně v 6 hodin a neváhá při tom nasazovat život.
Jeho předek Samuel Elanius zvaný též "Kamenná tvář" byl královrah.
Díky chybě v časoprostorovém kontinuu se Sam Elánius propadl do minulosti, kde se stal Janem Kýlou čímž byla vytvořena odštěpená realita, tudíž byl vyučován Janem Kýlou a zároveň sám sebou. Po své smrti byl pohřben na hřbitově u chrámu Malých bohů.